# Alberto de Pontida
Alberto de Prezzate, Alberto Prezzati o Alberto de Pontida (Prezzate, 1025 - Pontida, 2 de septiembre de 1095), fue un religioso italiano, venerado como santo por la Iglesia católica.
Alberto se distinguió como uno de los más fervientes defensores y difusores de la reforma cluniacense en Lombardía, permaneciendo, sin embargo, políticamente cercano al emperador. La importancia política de Alberto y su proximidad al entorno imperial se demuestra por haber estado, en varios lugares, junto a los emperadores Enrique III y Enrique IV, en línea con el clima político proimperial de Bérgamo. Fue en este clima que Alberto, de acuerdo con sus propios principios, se opuso al papa Gregorio VII, poniéndose del lado del emperador Enrique IV.

## Biografía

### Juventud
Se supone que Alberto nació en Prezzate, un pequeño pueblo ubicado en la provincia de Bérgamo e incluido en la vasta área de Lemine, alrededor del año 1025 de una familia noble de origen lombardo.
El padre, Ariprando de Prezzate, pertenecía a una familia de condes que podía contar con vastas propiedades en la zona, pero también de considerable importancia política en las instituciones de la época. Los propios miembros de la familia, pertenecientes a la aristocracia militar de la zona de Bérgamo y con intereses y aspiraciones que iban más allá de los mismos, de hecho, podían participar activamente en los consejos imperiales y formar parte del séquito del emperador.
Alberto creció entonces en su gran finca en cómodas condiciones, lo que le permitió tanto aprender las artes literarias como emprender una carrera militar. Luego ingresó a la milicia de su familia, pero después de sufrir una grave lesión en combate, decidió abandonar sus armas para dedicarse a la vida espiritual.

### Vocación
Su vocación espiritual lo conquistó por completo, pero antes de tomar los votos decidió emprender una peregrinación para estar seguro del camino que estaba por seguir. Disuadido por la imposibilidad de ir a Tierra Santa debido al hostigamiento que los turcos selyúcidas perpetraban contra los peregrinos cristianos, se decantó por Santiago de Compostela. 
Partiendo entre 1071 y 1075, siguió el camino que conduce a la ciudad española, encontrando en el camino a numerosos monasterios de la Congregación Cluniacense, admirando su estilo de vida y quedando atónito.
A su regreso a casa, ya seguro de su vocación, decidió dedicarse por completo a la vida monástica, donando directamente parte de sus propiedades ubicadas cerca de Pontida a la abadía de Cluny, en la que pudo fundar, en 1079, un monasterio dedicado a Santiago y colocarlo bajo el gobierno de Hugo de Cluny, la Abadía de Pontida.

### Los Monasterios
El monasterio se construyó mediante la ampliación de una iglesia preexistente dedicada a los santos Santiago, Basano y Nicolás, y por lo tanto gestionada por el propio Alberto, asistido por Enrico de Cremona y el monje Vito.
Después de haber donado más porciones de terreno que bordeaban la corte de Ambivere, al año siguiente decidió fundar otro monasterio en Fontanella, conocido como la Abadía de Sant'Egidio, al otro lado del monte Canto.
Alberto fundó la abadía de San Egidio el 13 de enero de 1080, en memoria y sufragio de las almas de Teiperga, Isengarda y Giovanni, probablemente sus hermanos, de los que no tenemos documentación histórica.
Su labor encaminada al desarrollo y fortalecimiento económico y político de las abadías fundadas fue particularmente importante hasta el punto de hacer proselitismo en la sociedad aristocrática y militar de Bérgamo en ese momento.
Mientras tanto Alberto se había convertido en superior de la abadía de Pontida, quien recibió otras tierras como donación de la condesa Berta. Al año siguiente Alberto decidió ir directamente a Cluny, para obtener la profesión monástica y realizar allí el año de noviciado. Su estancia en la abadía francesa, donde fue puesto bajo la guía espiritual de Hugo de Cluny, duró siete años, durante los cuales el monasterio de Pontida fue confiado al abad Guido, que también fue posteriormente canonizado por la Iglesia católica.
A su regreso a su tierra natal retomó su papel de superior en el monasterio de Pontida, y trabajó por el desarrollo de las abadías fundadas, logrando ampliarlas y hacerlas importantes económica y políticamente, involucrando a muchos exponentes de la aristocracia militar de Bérgamo en esta obra. que también permitió la construcción de un monasterio de benedictinos cluniacenses cerca de Cantù.
En el año 1095 hubo un encuentro con el papa Urbano II, a quien Alberto pidió una bula papal de privilegio para el monasterio de Santiago. Unos meses después, el 2 de septiembre, Alberto murió en su abadía, donde sus restos permanecieron hasta 1373 cuando, debido a un incendio, fueron trasladados a la basílica de Santa Maria Maggiore en Bérgamo. Estos hicieron su regreso definitivo a la tierra del juramento en 1911, año de la reestructuración del conjunto monástico.

## Veneración
Alberto fue canonizado por la Iglesia Católica, que lo recuerda así en el Martirologio Romano: 

En Pontida, en la región de Bérgamo, de la Lombardía, santos Alberto y Vito, monjes. El primero, después de posponer armas y honores mundanos por el seguimiento de Cristo, fundó un monasterio en la propia ciudad según las costumbres cluniacenses, y el segundo gobernó dicho monasterio (c. 1096).